# Bojan Pancevski
Bojan Pancevski (mazedonisch: Бојан Панчевски, geboren in der SR Mazedonien) ist ein deutscher Journalist und Autor, der als Chefkorrespondent für europäische Politik beim Wall Street Journal tätig ist.

## Beruflicher Werdegang und journalistische Schwerpunkte
Seit 2009 ist er als Korrespondent tätig und hat über eine Vielzahl von Themen berichtet, darunter die Finanzkrise, der Krieg in der Ukraine, die Migrationskrise von 2015 und der Brexit. Bevor er 2018 zum Wall Street Journal kam, war er EU-Korrespondent für die Sunday Times, wo er von Brüssel und Wien aus berichtete. Sein journalistischer Schwerpunkt erstreckt sich auf Themen wie EU-Politik, Migration, Terrorismus und deutsche Innenpolitik. Außerdem berichtete er über die russische Aggression in der Ukraine, Spionageaktivitäten zwischen Russland und dem Westen sowie wichtige politische und diplomatische Entwicklungen innerhalb der Europäischen Union.
Im Zusammenhang mit der Sabotage der Nord Stream-Pipeline im Jahr 2022 hat Pancevski investigative Recherchen geliefert, wonach diese auf Plänen eines ukrainischen Generals beruhe, durch ukrainische Soldaten und unter Mitwisserschaft des ukrainischen Präsidenten Wolodymyr Selenskyj ausgeführt wurde.

## Auszeichnungen
- Pancevski wurde 2016 für seine Berichterstattung über den FIFA-Skandal in die Shortlist des European Press Prize aufgenommen.[9]
- 2016 Zudem war er Teil eines Teams, das mit dem British Journalism Award für Breaking News ausgezeichnet wurde.
- 2024 Werner-Holzer-Preis für herausragende Auslandsberichterstattung

## Veröffentlichungen (Auswahl)
- mit Stefanie Marsh: I'm No Monster. The Horrifying True Story of Josef Fritzl. Penguin Random House, London 2009, ISBN 978-0-425-24452-4.